# ويل توماس (كرة سلة)
ويل توماس (بالإنجليزية: Will Thomas)‏ مواليد 1 يوليو 1986 في بالتيمور، هو لاعب كرة سلة أمريكي معتزل. بدأ مسيرته الاحترافية في سنة 2008. لعب مع فالنسيا باسكت. حمل الرقم 0. يبلغ طوله 6 قدم 8 بوصة (2.0 م).

## المسيرة الاحترافية
لعب مع نادي أوستند لكرة السلة في موسم 2010–2011، ثم لعب مع نادي كارشياكا لكرة السلة في موسم 2012–2013، ثم لعب مع إس إس فليتشي سكاندون في الدوري الإيطالي في موسم 2013–2014، ثم لعب مع بالونكيستو مالقا في الدوري الإسباني من سنة 2014 إلى 2016، ثم لعب مع فالنسيا باسكت في سنة 2016.

## إحصائيات المسيرة

### الدوري الأوروبي
| السنة   | الفريق           | لعب | بدأ | دقيقة | ميداني% | ثلاثية | حرة  | ارتداد | صنع | استلاب | تصدي | نقطة | أداء |
| ------- | ---------------- | --- | --- | ----- | ------- | ------ | ---- | ------ | --- | ------ | ---- | ---- | ---- |
| 2014–15 | بالونكيستو مالقا | 24  | 14  | 20.6  | .511    | .286   | .727 | 4.5    | .9  | .3     | .1   | 6.9  | 9.1  |
| المسيرة |                  | 24  | 14  | 20.6  | .511    | .286   | .727 | 4.5    | .9  | .3     | .1   | 6.9  | 9.1  |

### بطولات الدوري المحلية
| الموسم  | الفريق                   | الدوري                                   | لعب | دقيقة | ميداني% | ثلاثية | حرة  | ارتداد | صنع | SPG | تصدي | نقطة |
| ------- | ------------------------ | ---------------------------------------- | --- | ----- | ------- | ------ | ---- | ------ | --- | --- | ---- | ---- |
| 2008-09 | بالجاكوم                 | الدوري البلجيكي لكرة السلة الدرجة الأولى | 35  | 31.5  | .522    | --     | .574 | 7.9    | .9  | 1.7 | .3   | 10.2 |
| 2009-10 | بالجاكوم                 | الدوري البلجيكي لكرة السلة الدرجة الأولى | 39  | 33.2  | .576    | .297   | .606 | 9.1    | .8  | 1.9 | .4   | 14.6 |
| 2010-11 | نادي أوستند لكرة السلة   | الدوري البلجيكي لكرة السلة الدرجة الأولى | 37  | 29.0  | .548    | .258   | .679 | 5.5    | 1.1 | .8  | .2   | 11.0 |
| 2011-12 | أمريا                    | دوري السوبر الجورجي لكرة السلة           | 25  | 27.0  | .604    | .276   | .714 | 7.4    | 1.9 | .9  | .4   | 16.5 |
| 2012-13 | نادي كارشياكا لكرة السلة | الدوري التركي لكرة السلة                 | 30  | 23.3  | .567    | .190   | .675 | 4.8    | 1.2 | .5  | .2   | 11.1 |
| 2013-14 | إس إس فليتشي سكاندون     | ليغا باسكيت الدرجة الأولى                | 30  | 33.4  | .585    | .415   | .707 | 7.4    | 1.3 | 1.0 | .4   | 15.3 |
| 2014-15 | بالونكيستو مالقا         | الدوري الإسباني لكرة السلة               | 42  | 21.2  | .524    | .339   | .741 | 4.1    | .6  | .4  | .2   | 7.2  |

## روابط خارجية
- ويل توماس على موقع الدوري الأوروبي لكرة السلة (الإنجليزية)
- ويل توماس على موقع الدوري الإسباني لكرة السلة (الإسبانية)
- ويل توماس على موقع كرة السلة الأوروبية.كوم (الإنجليزية)
- ويل توماس على موقع DraftExpress.com (الإنجليزية)
- ويل توماس على موقع كلية كرة السلة في سبورتس رفرنس.كوم (الإنجليزية)
- ويل توماس على موقع ريلجم (الإنجليزية)
- ويل توماس على موقع بروبوليرز (الإنجليزية)
- ويل توماس على موقع سبورتس رفرنس (الإنجليزية)